# 13 (romanzo)
13 (Thirteen Reasons Why, reso graficamente come Th1rteen R3asons Why), anche come Tredici, è un romanzo del 2007 di genere thriller psicologico scritto da Jay Asher. È stato pubblicato in Italia nel 2008 dalla Mondadori. 
Nel 2017, Netflix ha prodotto un'omonima serie televisiva tratta dal romanzo.

## Trama
Al ritorno da scuola, Clay Jensen trova davanti alla porta di casa un pacchetto indirizzato a suo nome, senza mittente. Dentro al pacchetto ci sono sette audiocassette numerate. Durante l'ascolto, Clay scopre che a registrarle è stata Hannah Baker, la ragazza di cui lui è stato sempre innamorato, suicidatasi poche settimane prima. Hannah ha infatti registrato tredici racconti della propria vita (uno per ogni lato), ognuno dedicato a una singola persona, che lei ritiene responsabile del proprio suicidio: ciascuno di loro dovrà, una volta terminato l'ascolto, spedire il pacco al destinatario successivo. A questa regola si aggiunge la minaccia che se qualcuno di loro dovesse trasgredire, il contenuto delle cassette verrà reso pubblico. Poche settimane prima, inoltre, ciascuno di loro ha ricevuto una mappa, in cui sono segnati i luoghi che Hannah nomina nei suoi racconti. Per poter visitare, durante l'ascolto, i luoghi citati da Hannah, Clay ruba un walkman a un suo compagno di scuola, Tony: si scoprirà in seguito che è proprio Tony ad aver ricevuto la seconda copia delle audiocassette, e che da allora si assicura che nessuno violi le regole di Hannah.
Il primo nastro è dedicato a Justin Foley, il primo fidanzato di Hannah: benché i due non avessero mai consumato un rapporto sessuale, Justin inventò numerosi dettagli piccanti riguardanti i suoi incontri con Hannah, conferendole la reputazione di "ragazza facile". Il secondo e il terzo nastro sono dedicati rispettivamente ad Alex Standall e Jessica Davis, due ex amici di Hannah: i due si fidanzarono, ma si lasciarono dopo poco tempo, e Alex, indispettito, diffuse un foglio in cui le ragazze venivano classificate in base alle loro parti del corpo, assegnando ad Hannah e Jessica rispettivamente il migliore e il peggiore sedere; tale lista, oltre a peggiorare la reputazione di Hannah, comportò che Jessica la accusasse di essere la causa della sua rottura con Alex, arrivando ad aggredirla fisicamente. Il quarto nastro è rivolto a Tyler Down, un compagno di scuola di Hannah che la spiò e le fece delle foto di nascosto dalla finestra della sua camera. Il quinto racconto riguarda Courtney Crimsen, una ragazza popolarissima tra gli studenti, che Hannah accusa di aver stretto con lei un rapporto d'amicizia fasullo e di aver diffuso ulteriori pettegolezzi sul suo conto.
Il sesto nastro è rivolto a Marcus Cooley, che uscì con Hannah solo perché attirato dalla sua reputazione di ragazza facile e cercò di approfittarsi di lei. Il settimo racconto è dedicato a Zach Dempsey che cercò di consolare Hannah dopo la faccenda di Marcus, ma questa lo respinse; offeso, Zach si vendicò in classe, approfittando di un progetto per l'ora di attualità, che prevedeva che gli studenti si inviassero anonimamente biglietti di incoraggiamento: per giorni, Zach rubò i biglietti indirizzati ad Hannah, in modo che si sentisse ancora più sola e disprezzata da tutti. L'ottavo nastro è indirizzato a Ryan Shaver, curatore del giornale scolastico Oggetti Smarriti, che fece amicizia con Hannah, grazie alla comune passione per la poesia; Ryan pubblicò senza permesso la poesia più bella di Hannah su Oggetti Smarriti, ma la poesia fu ridicolizzata da tutti coloro che la lessero e, benché pubblicata in forma anonima, fu riconosciuta come opera di Hannah.
A Clay è dedicato il nono nastro, anche se Hannah non gli muove nessuna accusa, ma anzi si scusa per il comportamento avuto nei suoi confronti: durante una festa sembrò che tra i due stesse per nascere l'amore, ma improvvisamente Hannah si sentì oppressa dal ricordo delle sue terribili esperienze con i ragazzi e allontanò Clay in malo modo. Il decimo racconto riguarda nuovamente Justin Foley, con il quale Hannah condivide una colpa terribile: entrambi assistettero allo stupro di Jessica Davis a opera di un amico di Justin, Bryce Walker, senza avere il coraggio di intervenire. L'undicesimo nastro è dedicato alla cheerleader Jenny Kurtz che, mentre dava un passaggio ad Hannah in macchina, buttò giù per errore un segnale di stop: di fronte alle insistenze di Hannah di segnalare l'incidente alla polizia, Jenny cacciò Hannah dalla macchina e se ne andò di corsa; quella stessa notte l'assenza del segnale causò un incidente che costò la vita a un ragazzo della loro scuola.
Il dodicesimo nastro riguarda Bryce Walker, lo stupratore di Jessica, che infine stuprò anche Hannah; tuttavia, ella racconta di non aver fatto nulla di concreto per fermarlo, in quanto, ormai già desiderando la morte, voleva toccare il fondo e avere un'ultima definitiva ragione per rinunciare alla vita. Il tredicesimo e ultimo nastro è una registrazione di un colloquio che Hannah ebbe con un professore e tutor della sua classe, Porter; Hannah gli parlò confusamente dei suoi propositi suicidari e dello stupro subito: ricevuto il nefasto consiglio di "voltare pagina", Hannah decise definitivamente di spedire i nastri e suicidarsi con un'overdose da farmaci.
La mattina dopo, Clay spedisce le cassette a Jenny Kurtz e si reca a scuola. In corridoio incontra una sua vecchia amica, Skye Miller: riconoscendo in Skye gli stessi atteggiamenti che aveva Hannah durante le ultime settimane della sua vita, Clay decide di fermarla e parlarle.

## Edizioni
- Jay Asher, 13, traduzione di Stefano Borgotallo, collana Shout, Mondadori Editore, 2008  [2007],  p. 240, ISBN 978-88-04-58299-1.
- Jay Asher, Tredici, collana Oscar Mondadori, 2013
- Jay Asher, Tredici, traduzione di Stefano Borgotallo e Maria Carla Dallavalle, collana Chrysalide, Mondadori Editore, 2017  [2007],  p. 233, ISBN 978-88-04-67714-7.

## Adattamenti
Nel febbraio 2011 gli Universal Studios acquistarono i diritti cinematografici del romanzo. Nell'ottobre 2015 venne annunciato che il romanzo sarebbe stato adattato in una serie televisiva per Netflix, esordita il 31 marzo 2017.

## Riconoscimenti
- 2008 - Young Adult Library Services Association - Best Books for Young Adults[6]
- 2008 - Young Adult Library Services Association - Quick Picks for Reluctant Young Adult Readers[7]
- 2008 - Young Adult Library Services Association - Selected Audiobooks for Young Adults[8]
- 2008 - California Book Award - Young Adult - Medaglia d'argento[9]
- 2009 - International Reading Association - Young Adults' Choice List[10]
- 2010 - Georgia Peach Book Awards for Teen Readers[11]